# Gewone wolzwever
De gewone wolzwever (Bombylius major) is een vlieg uit de familie van de wolzwevers (Bombyliidae). De soort komt in Nederland en België algemeen voor op zandige en zonnige taluds langs bosranden en in tuinen.

## Algemeen
De soort lijkt op een hommel of bij, hoewel deze laatsten vliesvleugeligen zijn, dus geen familie. Deze gelijkenis is geen toeval, maar berust op mimicry; het verschijnsel dat ongevaarlijke soorten op minder onschuldige soorten lijken, zoals ook voorkomt bij de verwante zweefvliegen. Wolzwevers hebben namelijk geen angel, maar hommels en bijen wel. Dieren die graag vliegen eten, maar hommels of bijen vrezen en ontwijken worden zo misleid door de wolzwevers.

## Uiterlijke kenmerken
Vergeleken met hommels is ook de kleur anders, meestal bruin, en de gewone wolzwever heeft geen zwarte, witte of gele kleuren, laat staan patronen. Ook zijn de dunne poten maar juist ook de grote ovale ogen typisch vlieg-achtig. De vleugels staan altijd zijwaarts terwijl veel hommels en bijen deze op de rug vouwen in rust. De lange tong van de gewone wolzwever is ongeveer een derde van de lichaamslengte en dient om dieper in de bloem te komen waar de nectar zit.

## Bloembezoek
Toch is het verschil niet moeilijk te zien, vooral als er gegeten wordt; de gewone wolzwever eet nectar uit bloemen en blijft dan doodstil 'hangen' in de lucht, waarbij de voorpoten nog wel de bloem raken. De wolzwever is ook veel behendiger dan hommels en bijen die een beetje zigzaggend vliegen en niet stil kunnen hangen in de lucht. Eigenlijk is van hangen geen sprake; hoewel de vlieg stil lijkt te staan, slaan de vleugels zo'n 300 keer per seconde. Daardoor doet deze soort qua vlieggedrag aan de kolibrie denken. Overigens is er ook een vlindersoort die deze goede vliegeigenschappen heeft met de toepasselijke naam kolibrievlinder (Macroglossum stellatarum).

## Biologie
De larven van de wolzwever groeien op in de nesten van zandbijen. Het vrouwtje bepoedert haar rijpe eitjes eerst met zand zodat ze minder kleverig worden. Ze heeft daartoe een speciaal structuurtje aan het achterlijf. Ze vliegt vervolgens over de nestplaats van een zandbij en blijft even zweven voor de open nestingang om daar met een slingering van haar achterlijf een ei in te werpen. Het wegschieten van een ei is te zien in bijgaande animatie (5 keer vertraagd)

Bombylius major schiet een ei

De wolzweverlarve kruipt in het nest van de zandbij en vervelt daar in een made. Het dier leeft eerst van de aanwezige stuifmeelvoorraad en consumeert vervolgens de bijenlarve.
De mannetjes wachten zwevend op een hoogte van enkele meters op langsvliegende vrouwtjes.
- Video van de gewone wolzwever

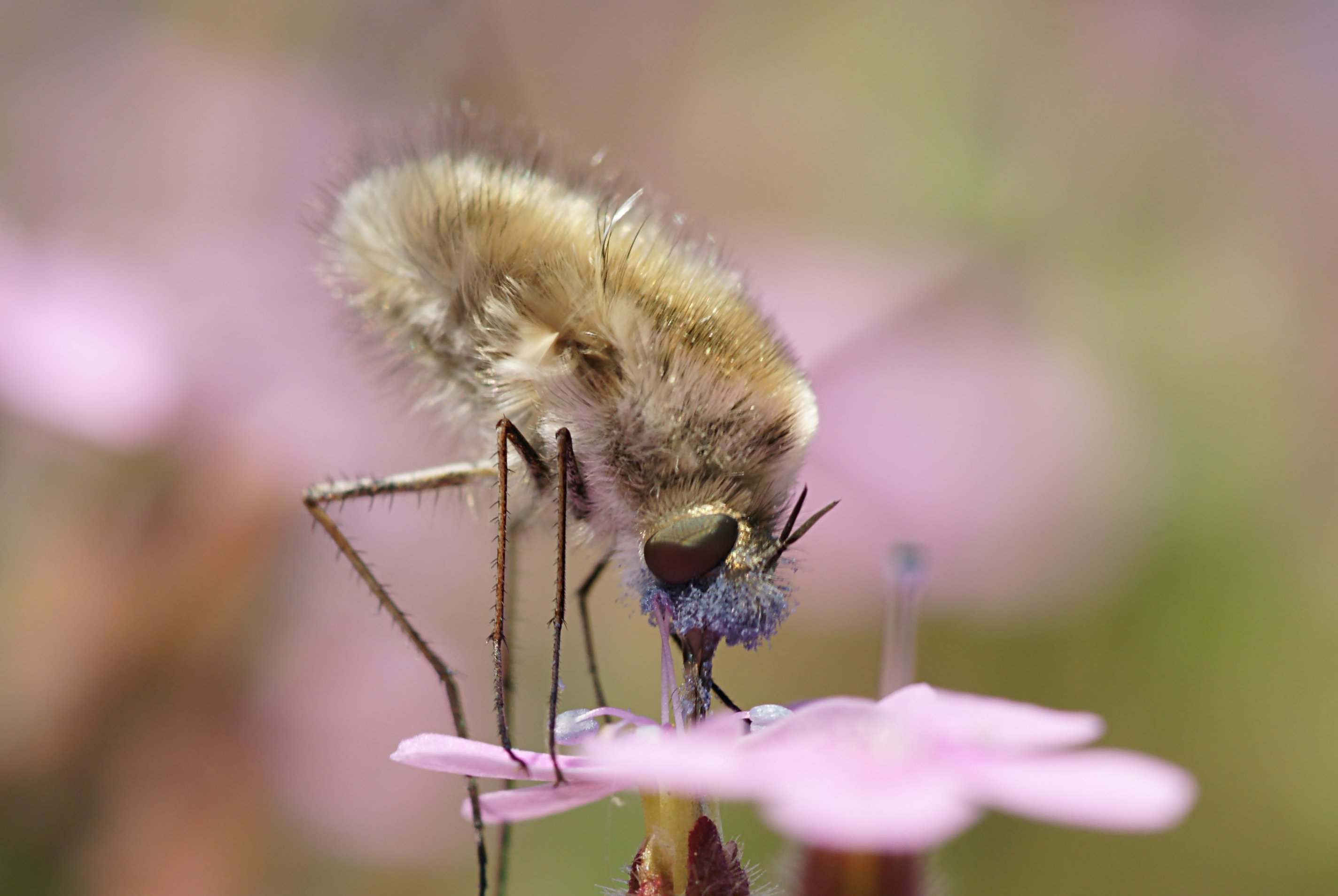
Met stuifmeel aan de "neus"
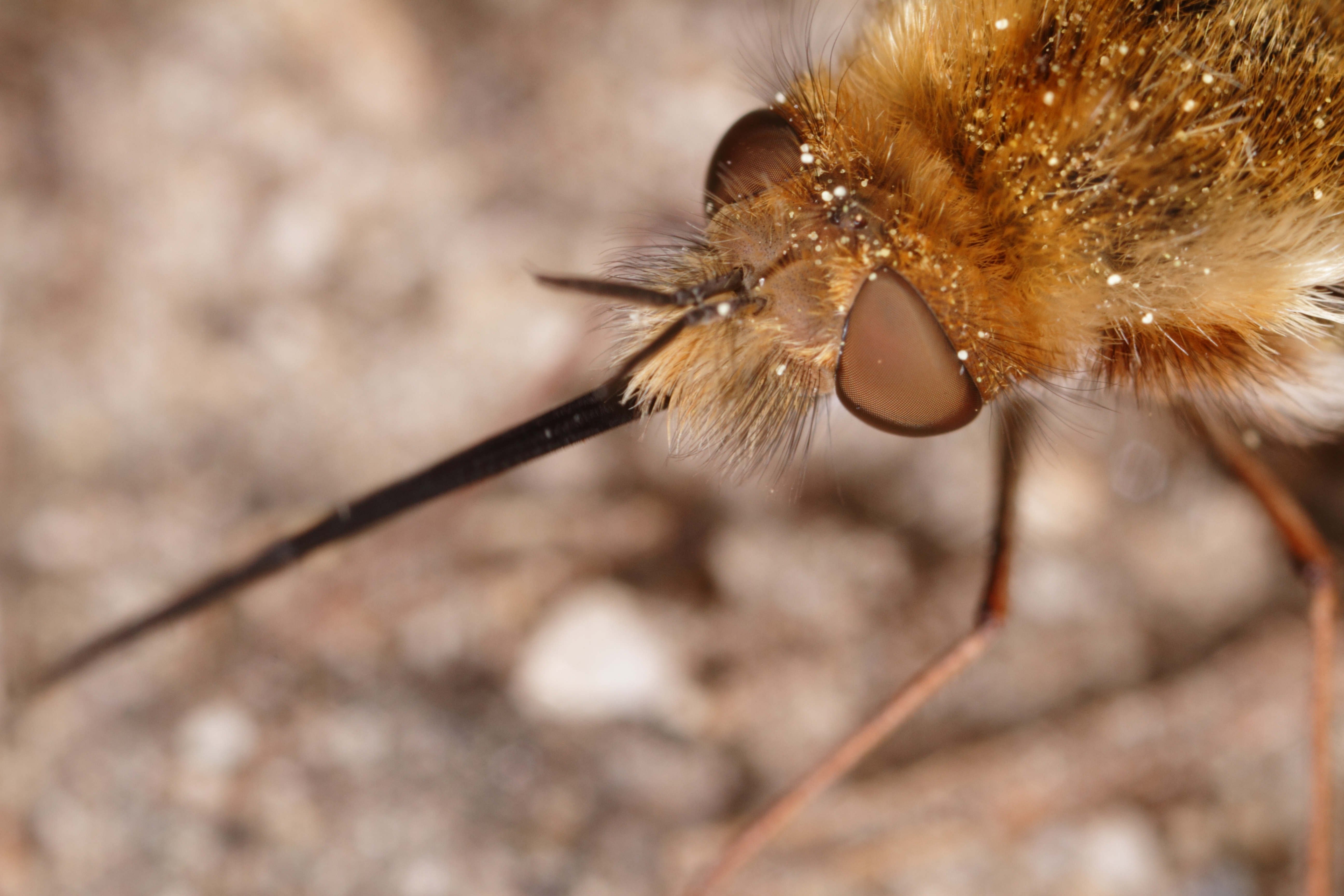
Kop met tong

## Verspreiding
Deze soort komt voor in het Nearctisch gebied en het Oriëntaals gebied: vrijwel geheel Europa, met inbegrip van het Europees deel van Rusland (noordelijk tot in Karelië), Noord-Afrika (Egypte, Marokko, Algerije), het zuiden van Siberië, de Kaukasus, Klein-Azië,  Mongolië en het Verre Oosten.